# Tuscus
Tuscus (von Etrusker) ist ein römisches Cognomen, das in verschiedenen Familien vorkam, unter anderem bei den Nummiern. Bekannte Namensträger sind:
- Gaius Fabricius Tuscus, römischer Ritter (um 1 n. Chr.)
- Lucius Fabius Tuscus, römischer Suffektkonsul 100
- Lucius Dasumius Tullius Tuscus, römischer Suffektkonsul 152
- Marcus Nummius Tuscus, römischer Konsul 258
- Nummius Tuscus, römischer Konsul 295